# Овинцево (Новгородская область)
Овинцево — опустевшая деревня в Старорусском районе Новгородской области в составе Наговского сельского поселения.

## География
Находится в южной части Новгородской области на расстоянии приблизительно 21 км на северо-запад по прямой от железнодорожного вокзала города Старая Русса.

## История
В 1908 году здесь (деревня в Старорусском уезде Новгородской губернии) был учтен 21 двор. По состоянию на 2020 год опустела.

## Население
Численность населения: 54 человека (1908 год), 2 (русские 100%) в 2002 году, 1 в 2010.